# Morris-Commercial PV Van
Der Morris Commercial PV Van = Parcel Van war der erste Kleintransporter in Frontlenker-Bauweise den die Morris Motor Company ab 1939 produzierte. Er basierte auf dem Frontlenker-Lkw Morris CVF.
Der Kastenwagen hatte vorne zwei Schiebetüren und zwei Heckflügeltüren. Er wurde speziell für die Haus-zu-Haus Lieferung entwickelt und hatte eine Nutzlast von 760 bis 1000 kg. Die zweiteiligen Frontscheiben waren in der Höhe erneut geteilt, damit der obere Teil aufgeklappt werden konnte zur Frischluftzufuhr ohne direkt im Fahrtwind zu sitzen.
Den Antrieb übernahm ein Vierzylinder-Benzinmotor mit 2050 cm³ und 31 kW/42 PS Leistung bei 3250/min. Der Motor hatte hängende Ventile und eine dreifach gelagerte Kurbelwelle. Ein Solex Fallstrom Vergaser war für die Gemischaufbereitung zuständig und die Kraft wurde mittels Vier-Gang-Schaltgetriebe, über eine Kardanwelle auf die Hinterachse übertragen.
Die Produktion musste wegen Ausbruch des Zweiten Weltkriegs schon wenige Monate nach Start zugunsten der Kriegsproduktion nach 52 Exemplaren eingestellt werden.

## Produktion nach dem Krieg 1946–1953
Im Januar 1946 wurde die Produktion wieder aufgenommen. Nunmehr kam ab 1947 ein Lockheed Hydraulikmechanismus für die Fußbremse als auch für die Lenkung zum Einsatz. Ebenso wurden hydraulische Stoßdämpfer verbaut und die beiden Frontscheiben waren nun einteilig. Sein Preis bei Produktionsende 1953 betrug 434 Pfund ab Werk. In dieser Zeit waren über 15.700 Exemplare entstanden, was zur damaligen Zeit ein großer Erfolg war. Nachfolger wurde der 1952 eingeführte Morris LD Van.